# Niklas Frank
Niklas Frank (Monaco di Baviera, 9 marzo 1939) è uno scrittore e giornalista tedesco.
È noto soprattutto per essere il figlio di Hans Frank avvocato tra i più stretti collaboratori di Adolf Hitler, governatore della Polonia sotto l’invasione nazista durante la seconda guerra mondiale ed in seguito processato e giustiziato a Norimberga per Crimine contro l'umanità.

## Biografia
Niklas Frank nasce a Monaco di Baviera il 9 marzo 1939 da Hans Frank e Brigitte Herbst, ultimo di cinque figli. I suoi fratelli e sorelle erano Sigrid (1927-1973), Norman (1928–2010), Brigitte (1935–1981) e Michael (1937–1998). Quando Niklas aveva circa otto mesi, suo padre fu nominato governatore generale nella Polonia occupata dai tedeschi, ed aveva sette anni quando il padre fu giustiziato a Norimberga il 16 ottobre 1946.
Cresciuto a Cracovia, studiò letteratura tedesca, sociologia e storia, e divenne giornalista, lavorando per l'edizione tedesca di Playboy e per il settimanale Stern. Nel corso degli anni, il suo iniziale imbarazzo per la figura del padre si è trasformato in quello che lui stesso ebbe a definire come: «un odio ardente e ossessivo» ricercando di ricostruire la vita del padre Hans nei minimi dettagli per 40 anni. 
All'inizio degli anni '90 Frank lavorò come giornalista, carriera che lo portò alle luci della ribalta in particolare con l'intervista al leader sindacale polacco, Lech Wałęsa.
Nel 1967 contribuì nella scrittura della sceneggiatura del film A Degree of Murder ed in seguito qualche episodio della serie televisiva Tatort, tra cui Weißblaue Turnschuhe nel 1973. 
Nel 1987 pubblicò una monografia su suo padre, dal titolo Der Vater: Eine Abrechnung. Il libro, pubblicato a puntate sulla rivista Stern, ha suscitato polemiche in Germania a causa del modo selvaggio e inaudito in cui l'autore ha cercato di distruggere completamente la memoria di suo padre, definendolo: «un fanatico di Hitler».
In seguito, insieme all'autore israeliano Joshua Sobol, scrisse l'opera teatrale Der Vater (Il padre), commissionata per il Wiener Festwochen (Festival di Vienna), rappresentato per la prima volta nel 1995 al Wiener Staatsoper con la direzione di Paulus Manker. Nell'opera, il figlio arriva a riesumare il cadavere putrido di suo padre Hans, resuscitandolo per farlo rispondere delle proprie azioni.
Niklas Frank si è anche dedicato alla damnatio memoriae della madre, l'ex "Regina di Polonia", nel suo libro Meine deutsche Mutter (2005), una satira di donne naziste di alto rango, e concluse la sua trilogia familiare con il saggio Bruder Norman!: Mein Vater war ein Naziverbrecher, aber ich liebe ihn (2013), incentrato sulle dolorose discussioni con il fratello maggiore e prediletto, morto tre anni prima, con dialoghi sulle opinioni divergenti in quanto a politica, guerra ed amore familiare.
Inoltre interpretò sé stesso nel documentario televisivo del 1993 Personenbeschreibung e anche nel film del 2012, Hitler's Children. È anche apparso in un documentario della BBC del 2015: My Nazi Legacy: What Our Fathers Did andato in onda nel maggio 2016.
La BBC nell'aprile 2017 gli ha dedicato un programma, ed è stato anche intervistato nell'episodio di Hans Frank di Hitler's Most Wanted (Serie 1, Episodio 8, 2019).